# 筑波山レピータ
筑波山レピータ局（つくばさんレピータきょく）は、筑波山中腹にあったアマチュア無線局用の中継局である。

## 概要
1982年（昭和56年）3月5日に東京都豊島区巣鴨一丁目のJARL事務局屋上にJARL直轄局として開局したが、その後現在地に移設された。関東平野を一望する茨城の筑波山に設置されており、その見通しの良さから非常に広域で使えるレピータである。また、管理が徹底している事により不法局が少なく、不法局排除の努力はCQ ham radio、モービルハムに取り上げられた。
またハムフェアの関東広域レピータ連絡協議会の出展ブースで、管理団体がフォックスハンティングでレピータ妨害を目的として筑波山中に埋められた送信機を見つけ出した事が披露された。

## 無線局データ
- コールサイン：JR1WA
- 周波数：439.02MHz／1291.02MHz
- 設置場所：茨城県つくば市筑波1番地 筑波山京成ホテル
- 管理者：筑波山レピータ管理団体（代表　葛綿繁）

2009年（平成21年）8月14日にはD-STAR中継局（JP1YJZ）の運用も開始した。
2017年1月18日　死去　その後の管理者は不明

## その他
管理団体は、不法局発見の都度、当事者にレピータを通して謝罪させるという過激な姿勢で有名であった。